# Berg (Dägerlen)
Berg är en ort i kommunen Dägerlen i kantonen Zürich i Schweiz. Den ligger cirka 7 kilometer norr om Winterthur. Orten har 251 invånare (2022).